# همازی
هَمازی یا هَماکی از دودمان‌های پادشاهی عیلامی در زاگرس میانی بوده‌است. همازی به عنوان یک واحد جغرافیایی وسیع در غرب همدان و شرق سلیمانیه قرار داشته‌است. دولت همازی پس از اوان دومین سلطنت عیلامی بود.
کاوش و تحقیقات انجمن شرق‌شناسی آمریکا بر لوح و کتیبه‌های میانرودی نشان داد هَمازی‌ها دولتی صلح جو و متحد با دولت‌های جنوبی عیلام بوده‌است. همچنین پادشاهان این سلسله از فَر کیانی برخوردار بوده و این صفت پیش از نام این دولت به صورت کی همازی (ki ha ma zi) در لوح‌ها ذکر شده‌است. مردمان سرزمین همازی همانند مردمان لارسا،اورک و اور از نژاد غیر سامی و غیر اکدی بوده‌اند.
تحقیقات دانشگاه اوکلاهما نشان داد همازی‌ها ساکن مناطق کوهستانی در شرق بابل بوده‌اند و مختصات دقیق آن در کتاب تاریخ تمدن مدیترانه، زاگرس میانی(کار هار)ثبت شده‌است. منابع میانرودی از جنگ میان کیش و همازی خبر می‌دهند
پس از فتح میان رودان سومریان در ۲۰۴۸سال پیش از میلاد به دولت همازی اعلان جنگ کردند. پس از دو سال جنگ در سال ۲۰۴۶پیش از میلاد سرزمین همازی توسط سومریان فتح و دولت همازی از میان رفت.

### شاهانهَمازی[۱۵]ح۲۵۳۰ تا ح۲۰۳۰پ. م
1. هَتانیش (۷ سال در حدود ۲۵۳۰پ. م)[۱۶] هَدانیش یا هَتانیش در هَرخه یا اَرخه (سرچشمه‌های رود کرخه) حکومت کرد.[۱۷]
2. زیزی (تاریخ نامشخص)[۱۸]
3. اوراَدَد (تاریخ نامشخص)
4. اورایشکور (پیش از ۲۰۴۱ تا پس از ۲۰۳۷پ. م)
5. وَرَدنَنَر (پس از ۲۰۳۷پ